# Dabar (Hrvace)
Dabar je naselje u općini Hrvace, u Splitsko-dalmatinskoj županiji.

## Zemljopis
Naselje se nalazi na obali Perućkog jezera u blizini naselja Vučipolja i Zasioka. Kod naselja se nalazi izvor Točilo koji utječe u jezero Peruća.

## Stanovništvo
| broj stanovnika | 244   | 447   | 467   | 274   | 339   | 333   | 656   | 370   | 342   | 338   | 242   | 202   | 175   | 121   | 26    | 22    | 14    |
|                 | 1857. | 1869. | 1880. | 1890. | 1900. | 1910. | 1921. | 1931. | 1948. | 1953. | 1961. | 1971. | 1981. | 1991. | 2001. | 2011. | 2021. |

Godine 1869. i 1921. u podacima za broj stanovnika naselja su sadržani i podaci naselja Laktac.

## Povijest
U NOB-u tijekom Drugog svjetskog rata sudjelovalo je 58 stanovnika.

## Gospodarstvo
Stanovništvo Dabra se bavi uzgojem stoke, najviše ovaca, koza i goveda, nešto magaraca kao tegleće životinje te obradom poljoprivrednog zemljišta za vlastite potrebe.

## Zanimljivosti
Blizu Dabra nalazi se špilja Tamnica (lok."pećina Tavnica") koja je u vrijeme turskih osvajanja korištena kao zatvor od strane Turaka.
U selu se nalazi i pravoslavni hram (crkva) iz 1979. godine koji je za vrijeme Domovinskog rata miniran i srušen do temelja od strane nepoznatog počinitelja.
Naselje je zagađeno minama jer se tijekom Domovinskog rata nalazilo na crti razgraničenja te je nekoliko stanovnika u poslijeratnom poginulo i bilo teško ranjeno od mina. Premda razminirano gotovo u cijelosti dio naselja i dalje nije siguran za slobodno kretanje. Mine koje su pronađene u selu su najčešće mine tipa PROM-1.

## Sport i rekreacija
U selu Dabar postoji poligon s izvrsnim uvjetima za airsoftu organizaciji braniteljske udruge Patriot udruge na privatnom zemljištvu.
U blizini sela se nalazi više lokacija na obali jezera Peruća pogodnih za rekreacijski i sportski ribolov.